# بيرت بوتين
بيرت بوتين (بالإنجليزية: Burt Boutin)‏ هو لاعب بوكر أمريكي، ولد في 1967 في لانسدال في الولايات المتحدة.